# Orosz János (festő)
Orosz János, névváltozat: Oross (Budapest, 1932. június 16. – 2019. augusztus 7.) Munkácsy Mihály-díjas magyar festőművész, szobrász, érdemes- és kiváló művész.

## Életpályája
1957-ben szerzett diplomát a Képzőművészeti Főiskolán, mesterei Fónyi Géza és Barcsay Jenő voltak. 1959-61-ben Derkovits ösztöndíjas volt. 1963-64-ben olaszországi tanulmányokat folytatott. 1993-94-ben a Szinyei Társaság elnöke volt. 2014 óta a Magyar Művészeti Akadémia nem akadémikus köztestületi tagja.

## Családja
Fia Orosz Gergely (1960-2013) szobrász, festőművész, lánya Orosz Eszter (1980-) festőművész, ékszerkészítő.

## Díjai, elismerései
- 1960 Új Delhi, Nemzetközi kiállítás: oklevél
- 1963 Munkácsy Mihály-díj III. fokozata,
- 1963 Róma városa és a Római Képzőművészeti Akadémia Alapítványának ezüstérme,
- 1970 Egry József díj
- 1974 Debreceni Nyári Tárlat Nagydíja, Egri Akvarell Biennále: Eger Város Díja
- 1979 Érdemes művész
- 1980 Egri Akvarell Biennále: Heves Megye Tanácsa Művelődési Osztályának Díja
- 1982 Egri Akvarell Biennále: Heves Megye Tanácsa Elnökének Díja
- 1983 I. Szegedi Táblaképfestészeti Biennále Alkotói Díja
- 1988 Magyar Művészetért Nagydíj
- 1990 Kiváló művész

## Művei közgyűjteményekben illetve külföldön
- Patkó Gyűjtemény (Győr), Modern Magyar Képtár (Pécs), Tornyai Múzeum (Hódmezővásárhely), Katona J. Múzeum (Kecskemét), Fővárosi Képtár, Magyar Nemzeti Galéria, Petőfi Irodalmi Múzeum, Budapesti Történeti Múzeum, Gazdasági Minisztérium, Hungarofilm
- Anglia, Ausztrália, Belgium, Brazília, Bulgária, Finnország, Franciaország, Hollandia, Kanada, Japán, Németország, Olaszország, Svájc, USA.

## Egyéni kiállításai
- 1963 Ernst Múzeum
- 1964 Tornyai János Múzeum, Hódmezővásárhely, Casa di Dante Firenze
- 1965 Stampa d’ Estera Róma, Kulturális Kapcsolatok Intézete Budapest (Megégett emberek)
- 1966 Móra Ferenc Múzeum Szeged, Collegium Hungaricum, Bécs
- 1968 Szent István Király Múzeum Székesfehérvár (Nap, Homok, Tenger)
- 1969 Oristano Cagliari, Szardínia
- 1974 Fészek Klub Budapest (Kondor Béla emlékére), Vöröskeresztes Aukció, MOM, Csók Galéria Budapest (Agyagképek)
- 1976 Magyar Nemzeti Galéria Budapest (Egy ember keresése) Bartók Béla Művelődési Központ Szeged
- 1977 Somogyi Képtár Kaposvár, Megyei Művelődési Ház Kecskemét
- 1979 Műcsarnok Budapest, (Nagy László földi vonulása), Béri Balogh Ádám Múzeum Szeged
- 1981 Magyar Intézet Berlin
- 1983 USA (Lake Hope, Chicago, New York), Kanada (Toronto)
- 1985 Ernst Múzeum Budapest (Mai mesék)
- 1989 Vigadó Galéria Budapest
- 1991 Finnország (Helsinki)
- 1995 Hotel Kempinski Budapest (Romantikus realizmus)
- 1996 Alcsútdoboz, Kápolna (Korpuszok) Magyarok Világszövetsége
- 1997 Hotel Gellért Budapest, Csók István Galéria Budapest
- 1999 Vigadó Galéria Budapest (Íme az ember), Pannon Med Galéria Sopron, Cifra Palota Kecskemét
- 2002 Ernst Múzeum Budapest (Sorozatok)
- 2012 Budai Klub Galéria, Pannon Med Galéria Budapest
- 2015 Vigadó Galéria Budapest